# Béguinage de Malines
Le béguinage de Malines est fondé au XIIIe siècle. Il y a le petit béguinage à l’intérieur, et le grand béguinage en dehors de la ville.
Le béguinage est composé de petites maisons de béguines, une église et des jardins pittoresques. Le béguinage fait partie des monuments classés par l’UNESCO.
Après les réformes du pape Grégoire VII au XIe siècle, se produit un mouvement spontané basé sur les Actes des Apôtres. Ces « nouveaux » apôtres sont surtout des femmes dites « femmes pieuses » ou « femmes sacrées ». 
Jusqu’à la fin du XIIe siècle, ces femmes vivent avec leurs parents dans des maisons particulières dispersées en ville. 
Plus tard, leur nom évolue en béguines. Ce nom apparaît pour la première fois dans la Chronique de Malines 355-1680. Remmerus Valerius dit qu’au début du XIIIe siècle, il y a quelques béguines qui vivent ensemble dans la rue des béguines. Il évoque la date de 1207, mais sans citer de sources historiques.

## Histoire

### Le début du petit béguinage
En 1245, il existe une communauté de femmes, ayant Henri Surs comme chef spirituel. En raison du nombre élevé de femmes, ils acquièrent un terrain et élèvent une chapelle au milieu. La chapelle est dédiée à sainte Catherine. Autour de la chapelle, quelques maisons sont construites où les malades sont soignés par les béguines elles-mêmes. Les béguines sollicitent l'accord de l’évêque pour s’installer en dehors des murs de la ville. L'autorisation est accordée en 1259.

### Fondation et histoire du grand béguinage en dehors des remparts
Les maisons et l’église sont bâties en peu de temps. L’église est offerte par l’épouse de Wouter Berthout VI, le seigneur de Malines. L’église est terminée en 1276. En 1286, le béguinage est inauguré en tant que paroisse particulière.
Le béguinage est une ville repliée sur elle-même. Sophie Berthout, la « patronne », donne en 1295 au béguinage ses premiers statuts. Les noms de plus de cent maisons de religieuses sont cités dans la charte de 1370. Le chroniqueur Gerardus Dominicus Azevedo Coutinho y Bernal indique que plus de 900 béguines ont souhaité la bienvenue à Charles le Téméraire lors d’une visite à Malines en 1467.
En 1550, il y a plus de 1 500 béguines et une centaine de maisons religieuses à Malines. En 1556, l’iconoclasme atteint le béguinage pour la première fois avec beaucoup de destructions. En 1572, les soldats et mercenaires de Ferdinand Alvare de Tolède pillent et brûlent énormément de maisons. En 1578, sur  ordre de l’administrateur de l’époque, tout le béguinage est brûlé pour éviter l'utilisation des maisons lors d’une attaque contre la ville.

### Fondation du béguinage actuel à l’intérieur de la ville

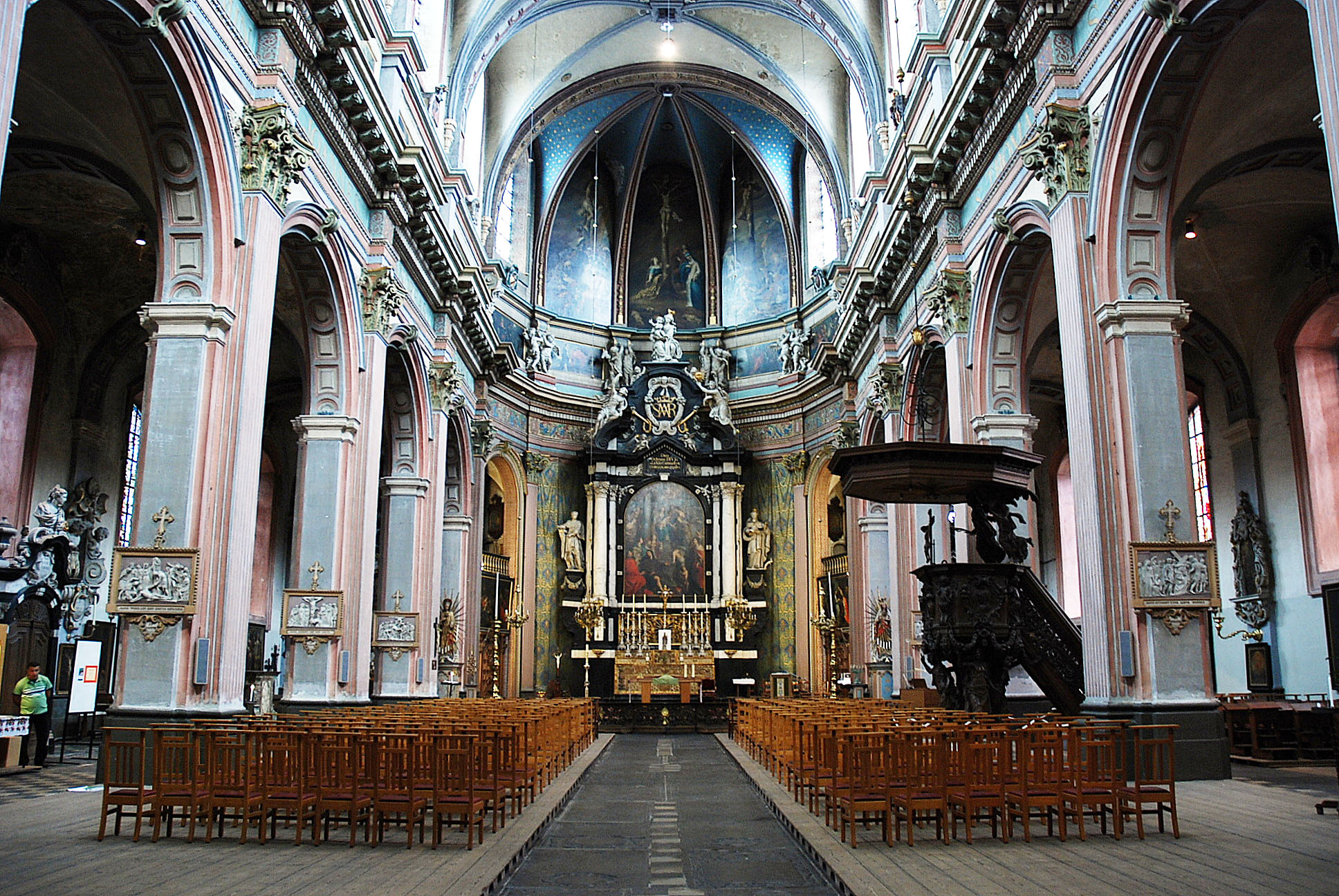
Intérieur de l'église

À cause de la destruction, toutes les béguines sont parties à Louvain, Bruxelles et Anvers. À leur retour, le premier regroupement a lieu dans le Keizershof. Mais il n’y a pas assez de place. À cause du  concile de Trente, les béguines doivent déménager à l’intérieur des remparts de la ville.
De 1595 à 1614, les béguines achètent toutes les parcelles entre la porte d’Anvers et le pont de Winket. Le domaine est clôturé d’un mur pourvu de deux portes d’entrée. En 1629, la chapelle est remplacée par une église. Au commencement, l’église est couverte par un toit en bois. Finalement, l’église est inaugurée en 1647. L’intérieur est décoré par un élève de Rubens. Il y a plus de 80 peintures dans l’église, dont plus de 50 peintures sont sauvegardées.
Pendant la Révolution française, toutes les propriétés des béguines sont réquisitionnées par l’État. En 1798, les portes sont abattues et l’église  mise en vente publique. Elle est achetée par des fidèles du béguinage qui, plus tard, en font don aux béguines.
Les deux dernières béguines de Malines sont mortes à la fin des années 1980.

### Le béguinage dans les années 2000
Depuis 1998, les béguinages flamands sont  inscrits sur la liste de l’UNESCO. Les 40 dernières années, la plupart des maisons sont devenues propriété privée ou appartiennent au CPAS, d’où de nombreuses restaurations.
En 2005, la façade de l’église est restaurée. Grâce à des expositions d’art, des marchés aux puces et avec les associations actives des amis du béguinage, celui-ci a retrouvé une place au sein de la ville de Malines.

## Protection
Depuis 1998, le béguinage de Malines est classé sur la liste du Patrimoine mondial de l'UNESCO, comme béguinage flamand. La liste comprend au total 13 sites similaires dans d'autres villes flamandes, comme Gand, Bruges ou Louvain. Le classement à lieu en même temps que les deux autres premiers sites belges classés par l'UNESCO : la Grand-Place de Bruxelles et les ascenceurs à bateaux du canal du Centre. Ainsi, la Belgique parvient à faire classer un site pour chacune des trois régions fédérales qui la compose.